# Tactical Air Command
Le Tactical Air Command (TAC) est un ancien grand commandement de l'United States Air Force regroupant la majorité des avions de combat tactiques de cette force aérienne.
Il a été créé le 21 mars 1946 sur la base de base de MacDill, son quartier-général transféré sur la base de Langley le 26 mai 1946 et dissous le 1er juin 1992, ses équipements et personnels étant absorbés par l'Air Combat Command.

## Historique
Alors que le Strategic Air Command (SAC) était en expansion dans les années 1950, le Tactical Air Command (TAC) faisait de même. Bien que bon nombre de ses unités aient été transférées en Extrême-Orient pendant la guerre de Corée et d'autres en Europe pour renforcer l'OTAN, le TAC a formé de nouvelles unités et acquis de nouveaux avions pour remplacer ceux qu'il avait perdus.
En 1955, TAC a développé une capacité de frappe mobile pour déplacer rapidement ses unités des États-Unis vers n'importe quelle région du monde où un «feu de brousse» était menaçant. Nommé «Force de frappe aérienne composite» (Composite Air Strike Force, CASF), il comprenait des chasseurs pour livrer des armes conventionnelles et nucléaires, des transports pour les hommes et le matériel de transport aérien, des ravitailleurs pour le ravitaillement en vol et des avions de reconnaissance pour la photographie aérienne. Le CASF a été conçu pour augmenter les unités prêtes au combat déjà affectées à l'United States Air Force in Europe, à la Pacific Air Force et à l'Alaskan Air Command.
Deux ans plus tard, le TAC a été encore renforcé lorsque le SAC n'a plus besoin d'avions de combat pour l'escorte des bombardiers et que ses unités de chasse ont été transférées au TAC.
Le premier emploi effectif de la CASF a eu lieu en juillet 1958 lorsque le président du Liban Camille Chamoun a appelé les États-Unis à empêcher le renversement éventuel du gouvernement de son pays. Dans les trois heures suivant la réception d'une alerte, le TAC avait ses avions en route pour traverser l'Atlantique vers le Moyen-Orient. Avec les forces nucléaires de la TAC sur la base aérienne d'Incirlik en Turquie à seulement 15 minutes, la crise au Liban s'est progressivement dissoute et la CASF est retournée aux États-Unis sans avoir à s'engager dans des opérations de combat.
Six semaines plus tard, le TAC a dû envoyer une autre CASF en Extrême-Orient lors de la Deuxième crise du détroit de Taïwan  à cause d'une annonce de la République Populaire de Chine qu'ils avaient l'intention d'attaquer l'île de Quemoy occupée par les nationalistes chinois et pilonnèrent celle-ci avec de l’artillerie. Face à la réaction rapide des forces américaines, les communistes n'ont pas exécuté leur menace de débarquement malgré les combats navals et aériens entre les deux Chine. Dans les années 1990, après la dissolution du TAC, le concept de Air Expeditionary Task Force (en) lui a succédé.

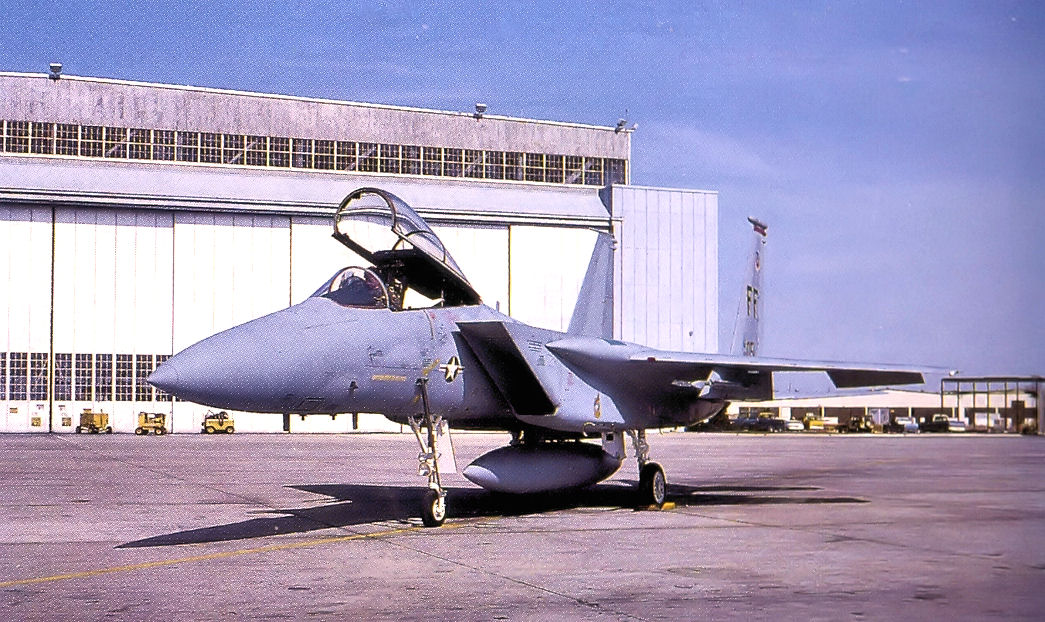
Le premier F-15A reçu par le 1st Tactical Fighter Wing en janvier 1976.

En 1978, lorsque le général Wilbur L. Creech (en) en prend le commandement, les 115 000 personnels et les 3 800 avions du TAC ont été regroupés depuis plusieurs années dans 150 implantations où les fonctions opérations, maintenance et soutien sont strictement séparées et hautement centralisées. Le bilan est alors désastreux. Le nombre de vols d’entraînement diminue de 8 % chaque année, avec une moyenne de 10 heures de vol mensuelles par pilote (pour une norme de 15), la disponibilité technique des appareils est de 50% et le taux d’accident de 1 pour 13 000 heures de vol. Pour le général Creech, l’origine du mal était claire : « L’objectif presque exclusif était de faire des économies d’hommes et d’argent. Cela surpassait toute notion d’efficacité opérationnelle et quand vous parliez à ces hommes [les managers civils] d’esprit de corps, ils ouvraient de grands yeux. Ils ne savaient tout simplement pas ce que cela voulait dire ».
Il s’est ensuivi une bureaucratisation considérable des bases avec par exemple une moyenne de quatre heures pour amener une pièce jusqu’à un avion et 22 hommes et 16 heures de travail pour changer une roue. Cet alourdissement des tâches conduisait à l’annulation de beaucoup de vols, ce qui n’émouvait guère des techniciens déresponsabilisés et pour qui les pilotes n’étaient que des voix dans une radio. Au bilan, les gains directs et visibles obtenus au début de la centralisation ont été payés par la suite de dégâts humains considérables. La diminution des heures de vol réduisait la qualité des pilotes mais augmentait leur frustration au sein d’un système considéré comme étouffant. Les relations étaient exécrables avec le personnel des autres fonctions et la chute du moral provoquait de nombreux départs, surtout parmi les plus qualifiés, ce qui réduisait encore la qualité générale et augmentait le taux d’accident.
Face à cette situation, la première mesure du général Creech consiste à recréer des escadrons de 24 avions. Le chef de l’escadron reçoit des objectifs quantitatifs de vols et la liberté d’organiser ceux-ci comme il l’entend. Les procédures sont simplifiées mais la formation est aussi considérablement augmentée pour tous les types de personnel. L’entraînement se fait avec un plus grand réalisme (Bill Creech est un des initiateurs des exercices à double action Red Flag) contribue tout à la fois à accroître son intérêt et sa qualité. Les ateliers d’escadron sont également reconstitués permettant de faire renaitre un esprit de corps.
Entre 1980 et 1984, le pourcentage de rétention des pilotes passe de 41 à 73 %, le nombre d'heures de vol augmente de 20 % (une moyenne par avion passant de 17 à 29 h), et le taux d'accidents graves passe 5 à 3,2 et le taux de disponibilité opérationnel est de 85 %.
Lorsque le général Creech quitte le service actif en 1984, le TAC à un personnel de 111 300 militaires et civils du personnel affectés à 32 grandes bases aériennes aux États-Unis, à Panama, à Okinawa et en Islande et pouvait disposer de 58 300 membres de la Garde nationale aérienne et de la Air Force Reserve Command dans 149 grandes unités à travers les États-Unis.

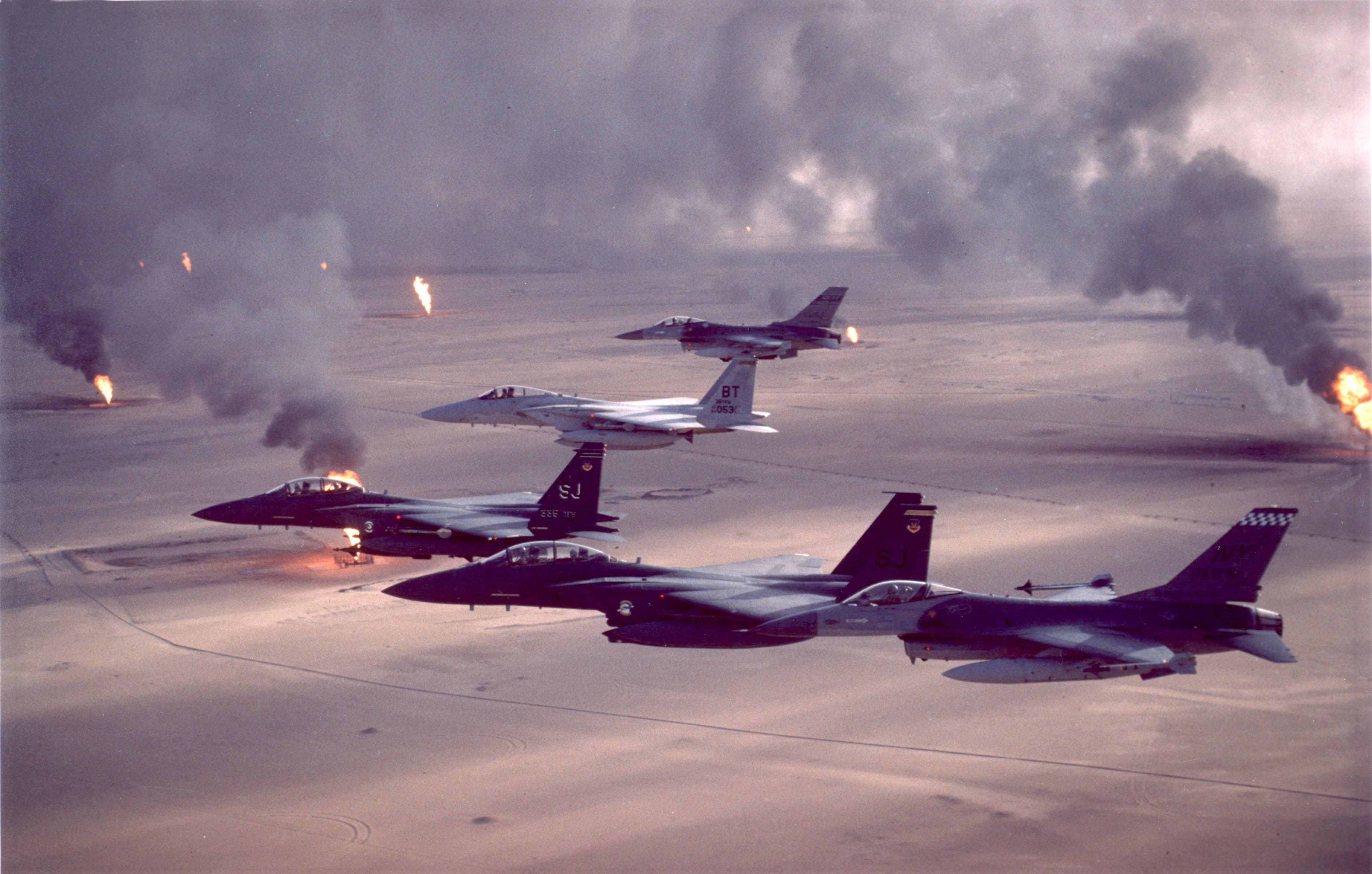
Formation de et volant au-dessus de puits de pétrole en feu, pendant l'opération Tempête du Désert.

Durant la guerre du Golfe, le TAC disposait, outre ses F-111 Aardvark et le reliquat de F-4, d'environ 800 F-15 Eagle, de 50 F-15E Strike Eagle, 700 A-10 Thunderbolt II, 1 600 F-16 Falcon et de quelques dizaines des premiers chasseurs furtifs opérationnels, le F-117.